# Martín Ruiz de Gamboa
Martín Ruiz de Gamboa de Berriz (Durango, 1533 – Santiago del Cile, 1590) è stato un generale, esploratore e conquistador spagnolo di origine basca, oltre che Governatore Reale del Cile.

## Gioventù
Era il figlio di Andrés Ruiz de Gamboa e di Nafarra de Berriz, ed entrò giovane nell'esercito reale del Levante. Prima di essere maggiorenne si trasferì in Perù, giungendo poi in Cile nel 1552.
Qui partecipò alla guerra di Arauco, venendo promosso nel 1565 al grado di tenente generale per conto del governatore del tempo, Rodrigo de Quiroga, con cui ebbe legami di parentela dopo averne sposato la figlia Isabel de Quiroga.

## Governatore di Chiloé
Conquistò l'isola di Chiloé sottomettendo i docili indiani Cunco. Chiamò l'isola Nuova Galizia, ed il 12 novembre 1567 fondò la città di Santiago de Castro. Fu governatore di Chiloé e, nel 1568, Melchor Bravo de Saravia lo nominò generale e capo giuridico di Arauco e Tucapel.
Data l'esperienza maturata nella guerra di Arauco, l'Audiencia decise di affidargli il comando della guerra. Nel 1569 subì una dura sconfitta nella battaglia di Catirai, perdendo la propria encomienda e venendo emarginato dalla vita pubblica.

## Governatore del Cile
Tornò importante quando Rodrigo de Quiroga ricevette il secondo mandato. A causa della cattiva salute del governatore, a Gamboa fu di nuovo assegnato l'esercito. Nel 1577 Quiroga nominò Gamboa suo successore nel proprio testamento e, poco prima di morire, lo fece governatore ad interim. Tutto questo faceva parte dei privilegi garantiti dall'allora re Filippo II di Spagna.
Appena morto Quiroga, il 25 febbraio 1580, il cabildo di Santiago inviò messaggeri da Gamboa per chiedergli di tornare nella capitale ed assumere il governatorato. Prestò giuramento l'8 marzo 1580, ed in seguito il titolo fu confermato dal viceré del Perù e dal re.

### Tasa de Gamboa
Il viceré rinviò di circa un anno la propria ratifica del mandato, ed il re era forse ancora più dubbioso nei suoi confronti. Per convincere il re, Gamboa pensò che sarebbe stato aiutato dal fatto di assecondare le richieste reali di protezione degli indiani. Per questo sostituì la Tasa de Santillán, che mai aveva supportato, con una nuova nota oggi come Tasa de Gamboa. La nuova tassa sostituiva il tributo di lavoro richiesto agli indiani con una semplice tassa monetaria. Agli indiani dei repartamientos veniva chiesto di pagare nove pesos l'anno nella diocesi di Santiago, e sette in quella di La Imperial. Fu creato il ruolo di corregidor per controllare il sistema tributario e la protezione degli indigeni. Questi funzionari venivano pagati con una parte della tassa, anche se la maggior parte di loro divennero encomenderos.
Questo nuovo sistema causò molti dissidi con gli encomenderos, dato che erano sicuri (opinione poi confermata) del fatto che gli indiani non avrebbero pagato il nuovo tributo preferendo riposare. I nuovi nemici che Gamboa si creò iniziarono a far giungere le proteste al viceré, che ogni giorno si faceva un'idea peggiore di Gamboa.
Inoltre Gamboa dovette fronteggiare una ribellione guidata dal suo tenente governatore Lope de Azócar, che si oppose al suo governo. Il governatore fu in grado di prendere il controllo della situazione, facendo pressione su Azocar, ed infine cacciandolo dal Cile.
Gamboa passò gli ultimi anni del mandato (1581-1583) nella parte meridionale del paese, occupato in perenni conflitti con i nativi. Il 25 giugno 1580 fondò una città chiamandola San Bartolomé Chillán y Gamboa, nota oggi come Chillán. La situazione della guerra peggiorò, dato che la ribellione dei Mapuche si unì a quella degli Huilliche che non erano mai stati aggressivi, ed a quella dei Pehuenche stanziati vicino a Chillán.

## Ultimi anni
Gamboa dovette richiedere rinforzi da Spagna e Perù, che giunsero in numero sufficiente (nonostante numerose diserzioni durante il viaggio) ma al comando di Alonso de Sotomayor, successore di Gamboa designato dal re. Gamboa si trovava a Chillán quando seppe la notizia, e lasciò il comando trattando con gentilezza il successore. Sotomayor aveva anche il compito di ascoltare le innumerevoli proteste sull'operato di Gamboa e giudicarne la colpevolezza. Dovette quindi trattenere Gamboa nel palazzo del governo di Santiago, permettendogli di uscire solo su cauzione.
Gamboa attese per lungo tempo il permesso dell'Audiencia di Lima per tornare in Spagna a rispondere al re della sua condotta. Non riuscì mai a fare questo viaggio, passano i suoi ultimi giorni a Santiago.